# هنري نوتال
هنري نوتال (6 فبراير 1855 في المملكة المتحدة - 8 أكتوبر 1945 في المملكة المتحدة) (بالإنجليزية: Henry Nuttall)‏ هو لاعب كريكت بريطاني (وحمل سابقاً جنسية المملكة المتحدة لبريطانيا العظمى وأيرلندا). لعب مع Kent County Cricket Club ‏.

## وصلات خارجية
- هنري نوتال على موقع إي آس بي آن كريك إنفو (الإنجليزية)